# Селам, или Язык цветов
«Села́м, или Язы́к цвето́в» — книга русского поэта Д. П. Ознобишина, изданная в 1830 году.
Представляет собой перевод немецкого издания 1823 года «Die Blumensprache, oder Bedeutung» («Язык цветов, или Значения»), в свою очередь содержащего переводы персидской поэзии. Считается, что мода на «селамы» — толкователи символических значений цветов — пришла в Европу из Персии или Турции в XVIII веке.
Книга состоит из предисловия Ознобишина, в котором, в частности, тот размышляет о редкости упоминания цветов в русской поэзии, поэмы «К ***» в жанре «гаремной трагедии» (содержащаяся в гареме паши черкешенка Зара с помощью селама рассказывает любимому о своих чувствах) и словаря языка цветов, а также примечания к поэме и постраничных комментариев.
В словаре приводятся значения для почти 400 растений, при этом в большинстве случаев перевод не дословен. Ряд растений Ознобишин исключил или добавил (исключение осины, вероятно, вызвано поверьем о том, что на ней повесился Иуда), и определения для некоторых добавленных растений придумал сам.
На выход издания откликнулся А. А. Дельвиг, отметивший, что «просвещенные русские дамы поблагодарят г-на Ознобишина за несколько счастливых стихов, за любопытный словарь <…> и за красивое издание его книжки, которую приятно увидеть на их туалете».